# آلدو دوریگو
آلدو دوریگو (انگلیسی: Aldo Dorigo؛ زادهٔ ۵ اوت ۱۹۲۹) بازیکن فوتبال اهل ایتالیا است.
از باشگاه‌هایی که در آن بازی کرده‌است می‌توان به باشگاه فوتبال اینتر میلان، باشگاه فوتبال تریستیانا، و باشگاه فوتبال آلساندریا اشاره کرد.